# Yasuyuki Sato
Yasuyuki Sato (født 12. april 1966) er en tidligere japansk fodboldspiller.
Han har spillet for flere forskellige klubber i sin karriere, herunder Sanfrecce Hiroshima.